# H1GHR : RED TAPE
H1GHR : RED TAPE는 대한민국의 힙합 레이블 H1GHR MUSIC의 컴필레이션 음반으로, 2020년 9월 2일에 발매되었다. 한국 힙합 어워즈 올해의 힙합 앨범 후보에 올랐고, 가온 앨범 차트 15위를 기록했다.

## 배경
박재범은 <클래시>와의 인터뷰에서 컴필레이션 음반을 만든 이유를 밝혔다.
"하이어 뮤직이 컴필레이션 음반을 만드는 것이 중요했던 이유는 첫 번째로 모두에게 우리의 장점을 보여주고 싶었기 때문이에요. 두 번째로 아티스트뿐만 아니라 레이블에 있는 모든 사람들이 팀으로서 일을 할 때 만들어낼 수 있는 시너지와 그 안에 있는 힘을 깨닫게 하기 위해서에요. 마지막으로 저는 컴필레이션 음반 제작을 진두지휘한 적이 없어서 이에 도전하고 싶었고, 문화를 위해 음악 및 비주얼과 이를 홍보하는 방법에 대한 기준을 높이고 싶었어요."

## 음악 및 가사
"뚝딱 Freestyle"에서는 "밀고 당기기가 절묘한 플로우 디자인에 재지팩트를 활용한 센스 있는 워드플레이가 인상적인 빅 나티, 어린 티를 다 벗어내고 타이트함으로 무장한 하온, 앨범 전체로 봐도 다크호스 역할을 제대로 한 캐치한 스타일의 우디 고차일드 등이 유연하게 티키타카를 선보인다." "Closed Case"는 "닥터 드레의 [2001]이 품고 있는 사운드와 콤비네이션을 업그레이드해서 YG 식으로 풀어낸 듯한" 트랙이다. "The Purge"는 "열정과 시원한 리듬이 가득한 음악"이다.

## 평가
<리드머>에서 5점 만점에 3.5점을 받았다. 황두하 평론가에 따르면, “Melanin Handsome”, “How We Rock”, “뚝딱 Freestyle”, “Teléfono Remix”, “The Purge”, “Check My Bio”처럼 "개성 강한 프로덕션과 멤버들의 재치 넘치는 가사, 중독적인 후렴이 잘 어우러진 트랙"들도 있지만, “4eva”, “Closed Case”, “World Domination”, “No Rush” 같은 트랙들은 "상대적으로 무난하여 귀에 남지 않고 지나가 버린다." 그는 이 음반을 "몇 가지 아쉬움이 존재하지만, 최정상급의 퍼포먼스와 사운드를 즐길 수 있다는 것만으로도 충분히 만족스러운 컴필레이션"이라고 결론지었다.

## 수상 및 후보
| 시싱식           | 연도 | 부문             | 결과 | 각주  |
| ---------------- | ---- | ---------------- | ---- | ----- |
| 한국 힙합 어워즈 | 2021 | 올해의 힙합 앨범 | 후보 | [ 3 ] |

## 곡 목록
| #            | 제목                          | 작사                                                            | 작곡                                 | 편곡               | 재생 시간 |
| ------------ | ----------------------------- | --------------------------------------------------------------- | ------------------------------------ | ------------------ | --------- |
| 1.           | 〈H1ghr〉                     | 지소울, 박재범                                                  | 그루비룸, 차차말론                   | 그루비룸, 차차말론 | 3:18      |
| 2.           | 〈Melanin Handsome〉          | 식케이                                                          | SMMT, 식케이                         | SMMT               | 2:30      |
| 3.           | 〈How We Rock〉               | 박재범, pH-1, Sik-K, 빅 나티, Trade L, 하온, 우디 고차일드      | 그루비룸, 보이콜드                   | 그루비룸, 보이콜드 | 4:40      |
| 4.           | 〈뚝딱 Freestyle〉            | 식케이, 빅 나티, 우디 고차일드, 하온, 트레이드 엘               | 보이콜드, 그루비룸, Adam King Feeney | 보이콜드, 그루비룸 | 3:31      |
| 5.           | 〈4eva〉                      | 박재범, 우디 고차일드, pH-1, 트레이드 엘, 식케이                | 우기, DJ 웨건                        | 우기, DJ 웨건      | 3:24      |
| 6.           | 〈Teléfono Remix〉            | pH-1, 하온, 우디 고차일드, 박재범, 식케이, 트레이드 엘, 빅 나티 | 우기                                 | 우기               | 4:06      |
| 7.           | 〈Closed Case〉               | pH-1, 박재범, 트레이드 엘, 하온, 식케이, 우디 고차일드          | 우기                                 | 우기               | 4:10      |
| 8.           | 〈World Domination〉          | 박재범, 하온, 식케이, pH-1                                      | 그레이, 닥스                         | 그레이, 닥스       | 3:42      |
| 9.           | 〈The Purge〉                 | 박재범, pH-1, 빅 나티, 우디 고차일드, 하온, 트레이드 엘, 식케이 | 그루비룸                             | 그루비룸           | 3:41      |
| 10.          | 〈No Rush〉                   | 식케이, pH-1, 하온, 박재범, 우디 고차일드                       | 구스범스                             | 구스범스           | 3:29      |
| 11.          | 〈Check My Bio〉              | 박재범, 우디 고차일드, pH-1, 하온, 아우릴고트                   | 그루비룸                             | 그루비룸           | 4:02      |
| 12.          | 〈Dance Like Jay Park Remix〉 | 테드 팍, 박재범, Parlay Pass                                    | 크루키드                             | 크루키드           | 4:01      |
| 13.          | 〈Team〉                      | 식케이, pH-1, 우디 고차일드, 트레이드 엘, 박재범                | 브론즈, 보이콜드                     | 브론즈, 보이콜드   | 4:47      |
| 14.          | 〈도착〉                      | 식케이, pH-1, 우디 고차일드, 하온, 트레이드 엘, 박재범          | 방달                                 | 방달               | 4:11      |
| 총 재생 시간 | 총 재생 시간                  | 총 재생 시간                                                    | 총 재생 시간                         | 총 재생 시간       | 53:32     |

## 차트
| 차트 (2020)          | 최고 순위 |
| -------------------- | --------- |
| 대한민국 음반 (가온) | 15        |

## 판매량
| 지역     | 판매량 |
| -------- | ------ |
| 대한민국 | 7,661  |